# Glaciació de Mindel

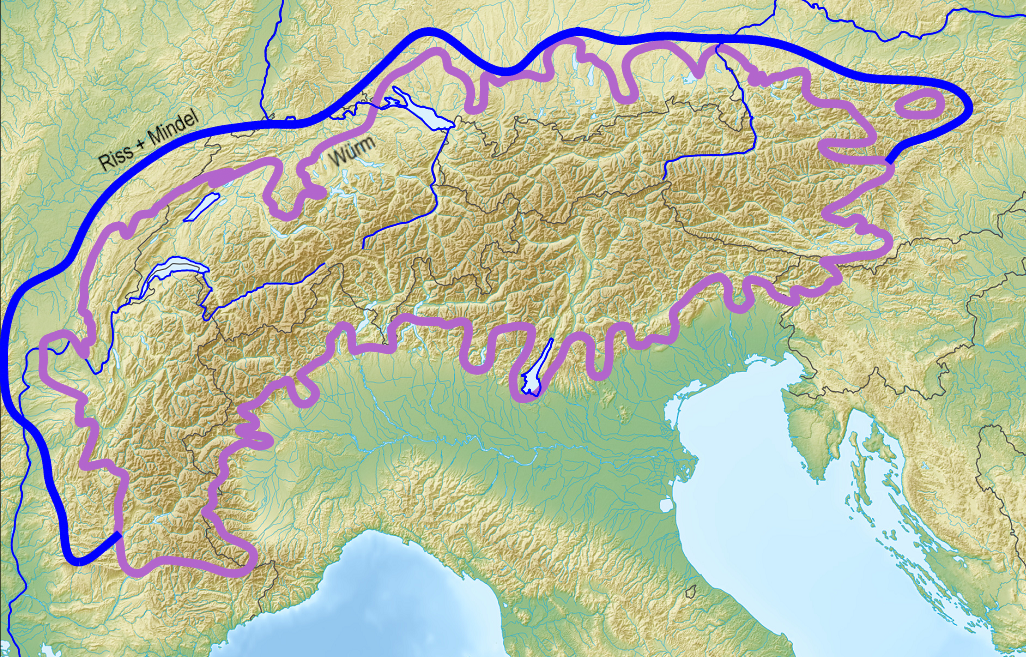
Extensió màxima de les glaciacions als Alps que inclou la de Mindel

La glaciació de Mindel va ser la tercera glaciació va tenir lloc als alps durant el Plistocè mitjà, aquesta part del Plistocè es va iniciar fa 781.000 (+ / - 50,000) anys i es va acabar fa uns 127,000 / 126,000 anys, i fou contemporània de la glaciació d'Elster al nord d'Europa i la glaciació d'Anglia a l'actual Gran Bretanya.
Albrecht Penck i Eduard Brückner li varen donar aquest nom pel riu Mindel, a Baviera.
La glaciació Mindel probablement es va estendre entre 460.000-400.000 anys enrere.